# Nielisz
Nielisz is een dorp in het Poolse woiwodschap Lublin, in het district Zamojski. De plaats maakt deel uit van de gemeente Nielisz en telt 920 inwoners.